# Eugenio de Cartago
Eugenio de Cartago o Eugenius Carthaginensis (¿Cartago?, segunda mitad del siglo V - Vieux, 501) fue un religioso africano, obispo de Cartago (entre 481 y 501). Es venerado como santo por diferentes confesiones cristianas. 

## Hagiografía
Hunerico, rey vándalo y arriano, obstaculizó su elevación en la sede de Cartago hacia 480, sucediendo al obispo cartaginense Deogracias de Cartago (f. 456), pero lo permitió a instancias de Zenón y Placidia, emparentados con él. Por su austeridad, aciertos en el gobierno y espiritualidad, se ganó el respeto de los arrianos. Debido a un conflicto con el rey, este lo destituyó en febrero del 484 y lo desterró al desierto Tripolitana, junto con otros 302 cristianos. 
Fue llamado por Guntamundo, sucesor de Hunerico, hacia 485, pero ocho años más tarde fue detenido y condenado a muerte por el nuevo rey Trasamundo o Trasimundo, que finalmente commutó la sentencia por destierro a Viena del Delfinato (Galia), donde vivía el rey visigodo Alarico II. En la Provenza fundó un monasterio cercano en la tumba de san Amaranto, en Vieux, cerca de Albi, donde vivió hasta su muerte el 13 de julio de 501.

## Obras
San Eugenio de Cartago escribió una Expositio fidei catholicae a demanda de Hunerico, donde defiende la Biblia y la divinidad del Espíritu Santo. También escribió obras de las que tan sólo se conservan fragmentos o citas de otros: Apologeticus pro fide,  Altercatio cum Arianis, y defensas de los católicos ante el rey.